# Privación materna

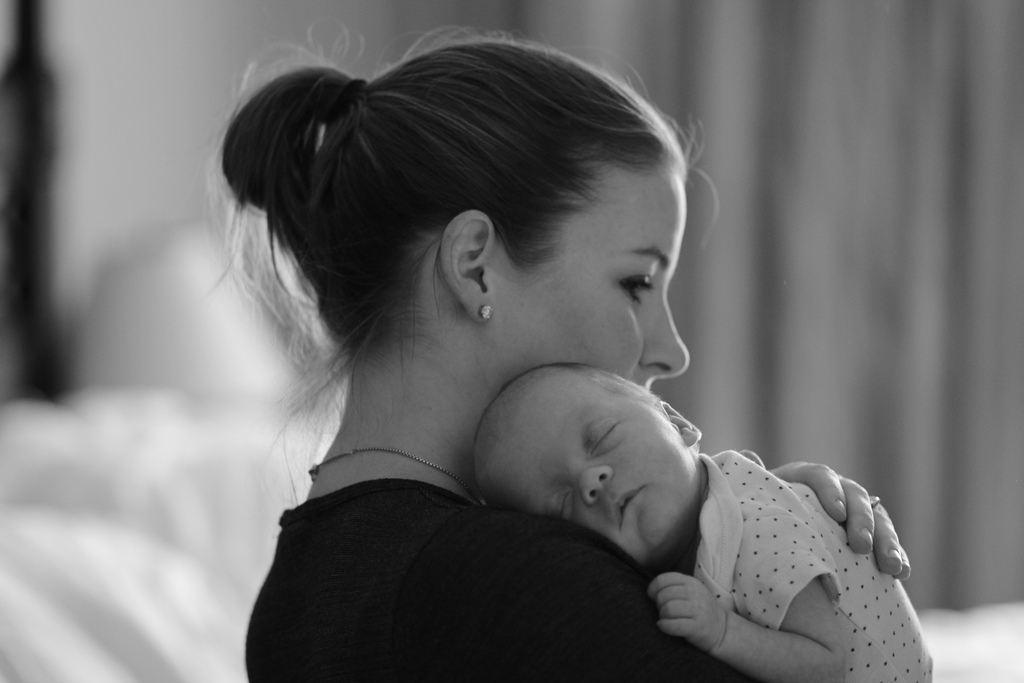
Madre e hijo.

El término privación materna fue empleado por el psiquiatra y psicoanalista británico John Bowlby para describir los efectos que podría causar la separación de infantes y niños pequeños de su madre —o madre sustituta—. No obstante, los efectos de la pérdida materna ya habían sido previamente estudiados por Sigmund Freud y otros teóricos.
Tras la Segunda Guerra Mundial, mientras se desempeñaba como jefe del Departamento de Niños y Padres de la Clínica Tavistock de Londres, la Organización Mundial de la Salud —OMS— comisionó a Bowlby para estudiar los efectos de los cuidados hospitalarios e institucionales en los niños sin hogar de la Europa posguerra. El resultado de la investigación fue el reporte Maternal Care and Mental Health (en español: Cuidados maternos y salud mental) publicado en 1951, donde estableció la hipótesis de la privación materna.
Bowlby reunió la evidencia empírica existente en esa época en Europa y Estados Unidos, incluyendo los trabajos de Rene Spitz (1946) y Bill Goldfarb (1943, 1945). Su principal conclusión fue que «el infante debe experimentar una relación cálida, íntima y continua con su madre (o madre sustituta permanente), en la que ambos encuentren satisfacción y placer» y que, de no tenerla, podrían presentarse graves e irreversibles consecuencias en su salud mental. Sin embargo, el principio formulado por Bowlby fue tanto polémico como influyente. La monografía fue publicada en catorce idiomas y vendió cerca de 400 000 copias en la versión inglesa. Bowlby, que fue más allá de las teorías de Otto Rank e Ian Suttie de que el cuidado materno es esencial para el desarrollo, se centró en las posibles consecuencias que la carencia de estos cuidados puede conllevar.
La publicación de la OMS ocasionó cambios en las prácticas y en la prevalencia del cuidado institucional para infantes y niños, así como en las prácticas relacionadas con la permanencia de niños jóvenes en hospitales, de tal forma que se permitió a los padres realizar visitas más frecuentes y prolongadas. A pesar de que la monografía se refiere principalmente a la separación de los niños de sus hogares, también fue utilizada por gobiernos para desalentar el trabajo femenino y evitar que las mujeres dejaran a sus hijos en guarderías con la intención de maximizar el empleo para los soldados que regresaban a su hogar. Igualmente, fue controvertida entre psicoanalistas, psicólogos y téoricos del aprendizaje y ocasionó debates e investigaciones sobre las primeras relaciones del infante.
La poca información y la falta de una teoría global para explicar sus conclusiones en su trabajo llevaron a Bowlby a formular su teoría del apego. Tras la publicación del reporte, buscó una nueva comprensión de temas como la biología evolutiva, la etnología, la psicología del desarrollo, la ciencia cognitiva y la teoría de sistemas y se basó en ellos para formular su proposición de que los mecanismos subyacentes a las relaciones de un infante surgen como resultado de una presión evolutiva. En su trabajo Attachment and Loss (en español: Apego y pérdida), Bowlby aseguró haber corregido las «deficiencia de información y la falta de un teoría general que vinculara causa y efecto» en Maternal Care and Mental Health.
Aunque el principio fundamental de la teoría de la privación materna —que las experiencias infantiles de las relaciones interpersonales son cruciales para su desarrollo psicológico y que la formación de una relación continua con el infante es una parte tan importante de la crianza como la provisión de experiencias, disciplina y cuidado— ha sido generalmente aceptado, la privación materna como síndrome discreto no es un concepto muy utilizado salvo para hacer referencia a una severa privación o retraso en el desarrollo. En el área de las relaciones tempranas, fue sustituido por la teoría del apego y otras teorías referentes a interacciones incluso más tempranas entre padre e infante. Como concepto, las deficiencias parentales son vistas como un factor de vulnerabilidad, en lugar de una causa directa, para posteriores dificultades. En lo referente al cuidado institucional, ha habido una gran cantidad de investigaciones posteriores de los elementos individuales de la privación, carencia, subestimulación y las deficiencias que pudieran derivarse de este cuidado.

## Maternal Care and Mental Health
Los trabajos de Bowlby en niños delincuentes y carentes de afecto y los efectos de los cuidados hospitalarios e institucionales le llevaron a ser comisionado por la Organización Mundial de la Salud (OMS) para escribir un reporte sobre la salud mental de niños sin hogar en la Europa posguerra, mientras se desempeñaba como jefe del Departamento de Niños y Padres de la Clínica Tavistock en Londres. Bolwby viajó por el continente y por América, comunicándose con trabajadores sociales, pediatras y psiquiatras infantiles, incluyendo aquellos que había publicado bibliografía sobre el tema. En gran medida, estos autores desconocían los trabajos de los demás y Bowlby fue capaz de reunir los hallazgos y resaltar las similitudes descritas pese a la variedad de métodos empleados, que iban desde observación directa a análisis retrospectivo en grupos comparativos. Además, había trabajos en Inglaterra iniciados por Dorothy Burlingham y Anna Freud sobre niños separados de sus familias en tiempo de guerra y el trabajo del propio Bowlby. El resultado fue la monografía Maternal Care and Mental Health (Cuidados maternos y salud mental), publicada en 1951 y que establece la hipótesis de la privación materna. El reporte de la OMS fue sucedido por la publicación de una versión resumida para el público general llamada Child Care and the Growth of Love (Cuidados infantiles y el crecimiento del amor). Se vendieron cerca de medio millón de copias a nivel mundial. Bowlby abordó no solo los cuidados institucionales y hospitalarios, sino que también las políticas de apartar a los niños de «madres solteras» y de hogares desordenados y físicamente abandonados, así como la falta de apoyo para familias en dificultades. En un rango de áreas, Bolwby citó la falta de investigaciones adecuadas y sugirió la dirección que podría tomar.

## Principales conceptos de la teoría de Bowlby
Bowlby consideraba que la calidad del cuidado paterno es de vital importancia para el desarrollo del niño y su futura salud mental. Se creía que es esencial para el infante y el niño pequeño experimentar una relación cariñosa, íntima y continua con su madre (o madre sustituta) en la que ambos obtengan satisfacción y placer. Dada esta relación, las emociones de culpa y ansiedad (características de enfermedad mental cuando se presentan exceso) se desarrollarán en una forma moderada y organizada. Las emociones naturalmente extremas se moderarán y estarán a disposición del control de la personalidad en desarrollo del niño. Bowlby afirmó que: «Es con esta compleja relación, valiosa y gratificante, con la madre en los primeros años de vida, variada en incontables formas por las relaciones con el padre y hermanos, que ahora los psiquiatras infantiles y muchos otros consideran que forma la base del desarrollo del carácter y la salud mental».
Se denomina «privación materna» a la situación en la que el niño carece de esta relación. Este término abarca desde una casi completa privación, común en instituciones, residencias infantiles y hospitales, a un privación parcial, donde la madre, o madre sustituta, era incapaz de aportar los cuidados amorosos que un niño pequeño necesita. También se considera una privación leve, en la que el niño es retirado del cuidado materno, pero permanece bajo atención de un familiar en el que confíe. La privación completa o casi completa puede «paralizar completamente la capacidad [del niño] para formar relaciones». La privación parcial puede resultar en ansiedad aguda, depresión, necesidad emocional e incapacidad del niño de controlar emociones poderosas. El producto final de tal perturbación psíquica puede ser una neurosis e inestabilidad de carácter. Sin embargo, el enfoque principal de la monografía es una de las más extremas formas de privación. El centro era el desarrollo de la relación del niño con su madre y padre y las relaciones padre-niño perturbadas en un contexto de privación casi completa en lugar del anterior concepto del «hogar roto».